# Радиоэкспедиция

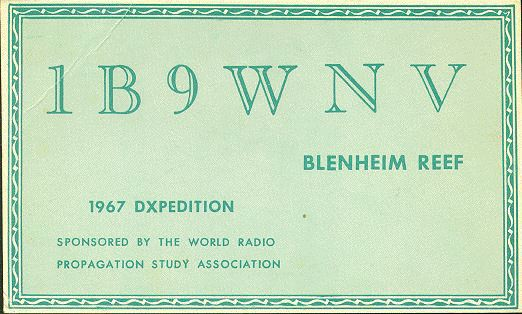
QSL-карточка экспедиции на атолл Бленхейм в архипелаге Чагос в 1967 г. Оператор Дон Миллер, W9WNV, США

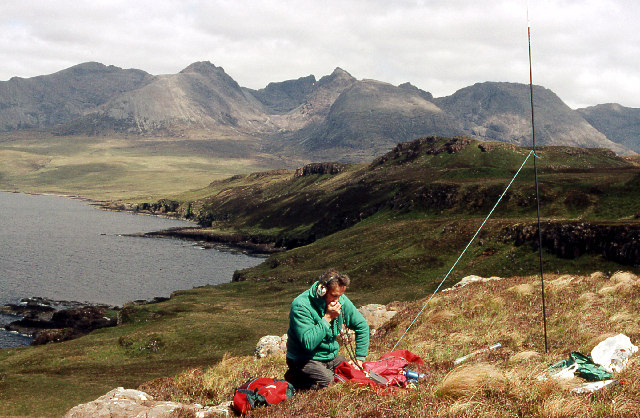
Оператор-любитель работает из ненаселенного района Великобритании, «открывая» его для соискателей диплома WAB

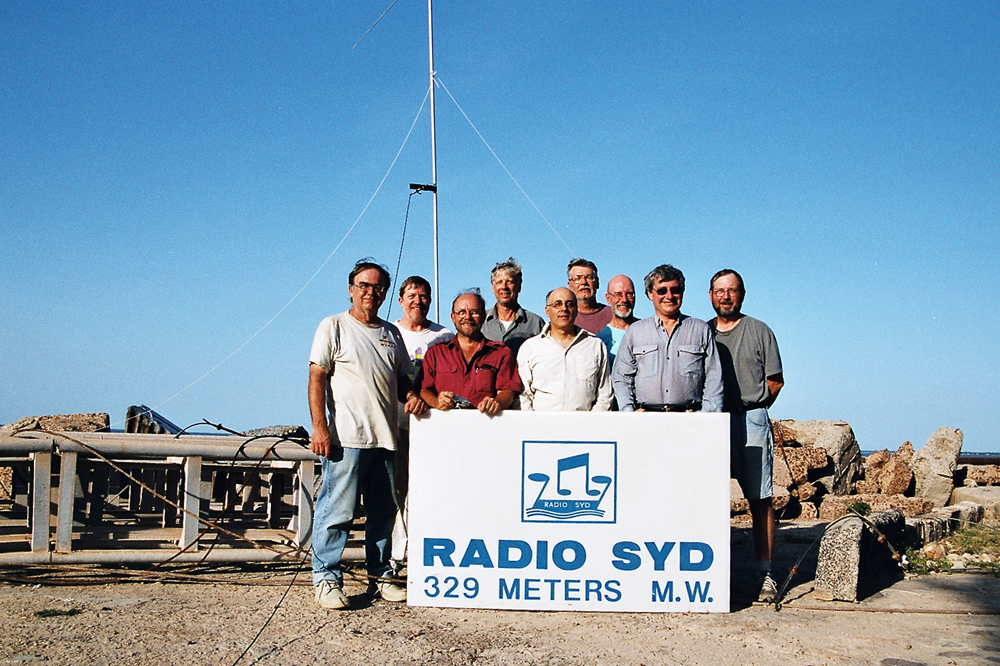
Группа коротковолновиков из США и Европы, работавшая в октябре 2003 года из Гамбии, с места, где раньше находилась средневолновая вещательная станция

Радиоэкспедиция — мероприятие в любительской радиосвязи, связанное с работой любительской радиостанции из временного местоположения  (остров, гора, лес, поле, крепость, заповедник) в спортивных целях, а также в память об исторических событиях и т. п.
Первое и основное назначение радиоэкспедиций — дать возможность радиолюбителям провести связь со странами и регионами, где нет постоянно работающих любительских станций. Такие экспедиции начали проводить коротковолновики США в 1950-е годы. Без них было бы практически невозможно выполнить полные условия престижных наград, например, связаться со всеми странами, включенными в список диплома DXCC, или со всеми 40 зонами мира по карте диплома WAZ.